# Sun protection factor
Sun protection factor (SPF) of beschermingsfactor, is een maat voor de doeltreffendheid van zonnebrandcrèmes en -lotions bij het tegenhouden van UV-B-straling, die verantwoordelijk is voor het verbranden van de huid bij blootstelling aan zonlicht. De SPF-aanduiding heeft enkel betrekking op de doeltreffendheid van de ultravioletfilter in de zonnebrandcrème voor UV-B-straling, niet voor UV-A-straling.
SPF is een relatieve maat, die aangeeft hoeveel keer zo lang iemand die beschermd is mét zonnebrandcrème, in de zon kan blijven als iemand zonder bescherming, vooraleer er zonnebrand optreedt. Een factor 2 betekent dus dat men, bij juist gebruik onder optimale omstandigheden, 2 keer zo lang in de zon kan blijven dan zonder de beschermingsfactor. In de praktijk hangt de tijd die men in de zon kan verblijven zonder te verbranden niet alleen af van de SPF van de zonnebrandcrème, maar ook van andere factoren zoals de zonkracht op het gegeven tijdstip, het huidtype, de hoeveelheid zonnebrandcrème die men gebruikt, de activiteiten die men doet, enzovoort.
In 2006 is er internationaal een uniforme meetmethode voor SPF afgesproken. Het is een in-vivomethode: op een stukje huid van een aantal vrijwilligers wordt zonnebrandcrème aangebracht, en onder een kunstmatige lichtbron wordt gemeten hoelang het duurt vooraleer die huid verbrandt. De methode wordt gebruikt in Europa, Japan en Zuid-Afrika; in de Verenigde Staten wordt een afwijkende methode gebruikt.
Zonnebrandcrèmes worden volgens hun SPF ingedeeld in verschillende klassen:
- lage beschermingsfactor: SPF 6 tot 10
- matige beschermingsfactor: SPF 15 tot 25
- hoge beschermingsfactor: SPF 30 tot 50
- zeer hoge beschermingsfactor: SPF 50+

In de Europese Unie mogen geen hogere beschermingsfactoren dan 50 op de producten aangeduid worden; in de plaats daarvan moet "50+" gebruikt worden. De reden is dat dergelijke hoge beschermingsfactoren de indruk wekken dat men met deze producten zeer lang in de zon mag blijven; maar dan verhoogt het risico op huidkanker door blootstelling aan UV-stralen (waarvoor ook UV-A-stralen verantwoordelijk zijn). De beschermingsfactor houdt daar geen rekening mee.
In de loop van de tijd neemt de beschermingsfactor van een zonnebrandcrème af. De gegarandeerde houdbaarheid is veelal een jaar en de houdbaarheidsdatum staat in maanden aangeven op de verpakking.